# Pedro Bazán de Mendoza
Pedro Bazán de Mendoza (Galicia 1758- París 1835) fue un jurisconsulto y escrito español.
Estudió leyes con gran aprovechamiento en la Universidad de Santiago, de la que fue después catedrático; al estallar la Guerra de la Independencia Española y después de los pactos que mediaron entre Napoleón I y familia real española, reconoció al rey José, viéndose obligado a emigrar a Francia después de la expulsión del ejército francés de nuestro territorio. Se estableció en París, donde residió hasta su muerte, buscando el sustento en la traducción de varias obras francesas al español, entre la que es digna de mencionarse la que hizo de La Henriada de Voltaire, en verso castellano.